# ماراثون باريس
ماراثون باريس هو سباق ماراثون يقام سنوياً في مدينة باريس، فرنسا، أقيمت أول نسخة من السباق في عام 1976.